# Lebien
Lebien este o comună din landul Saxonia-Anhalt, Germania.